# Трихофитон межпальцевой

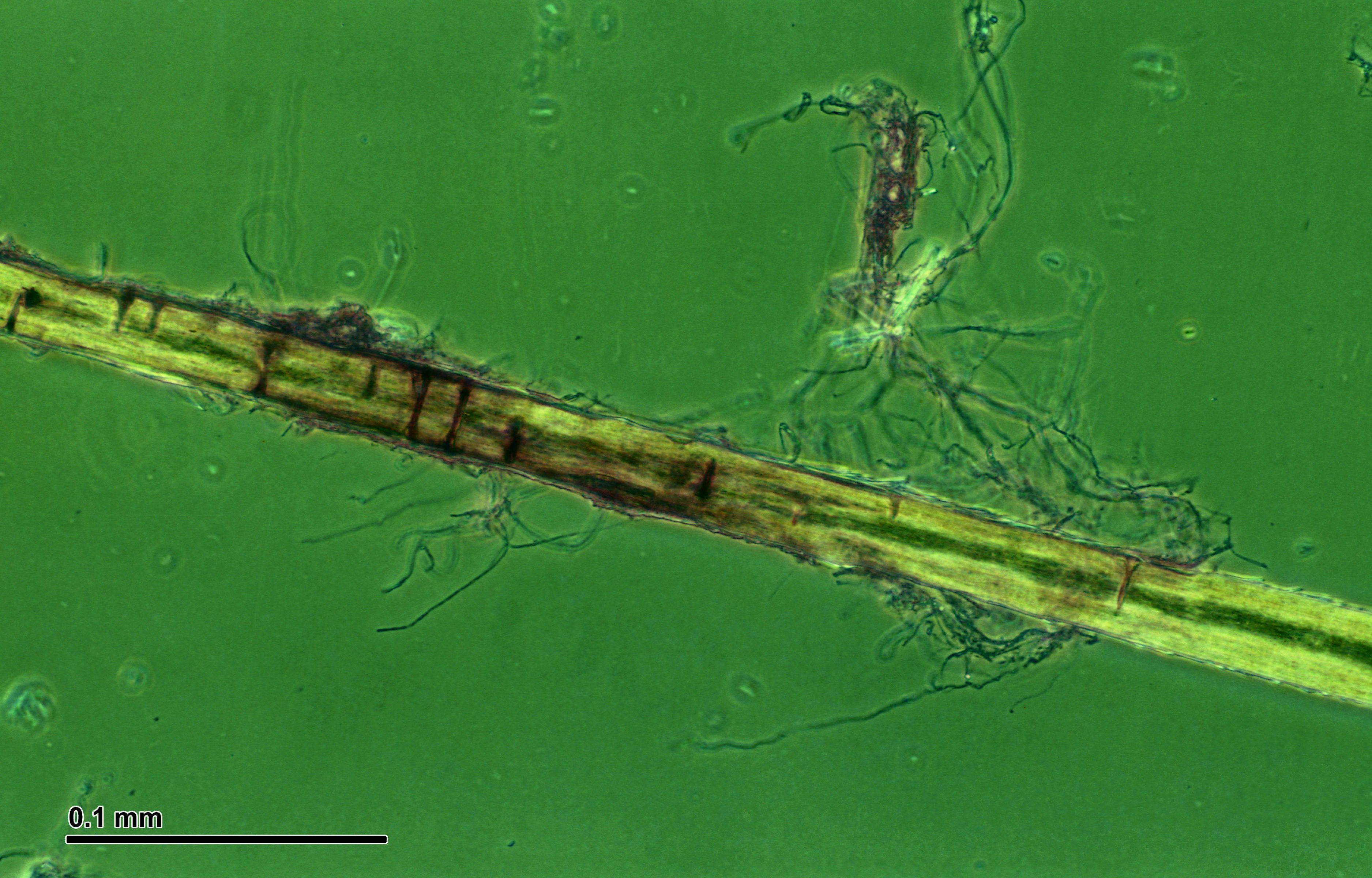
Trichophyton mentagrophytes на волосе

Трихофитон межпальцевой (лат. Trichophyton interdigitale) — вид антропофильных грибков-дерматофитов рода Trichophyton. Может производить пенициллин.
В некоторых источниках встречается синоним «Trichophyton mentagrophytes». При этом следует учесть, что:
- Trichophyton mentagrophytes var. animalis, granulosum, gypseum — вызывают у людей и животных трихофитию (стригущий лишай)[3];
- Trichophyton mentagrophytes var. interdigitale — вызывает у людей эпидермофитию стоп (атлетическую стопу)[4].

Этот вид второй по частоте возбудитель микозов человека, и наиболее распространённый или один из наиболее распространенных грибов, которые вызывают межвидовые зоонозные заболевания кожи. Грибок имеет большой природный резервуар у грызунов, но также может заразить домашних животных — кроликов, собак и лошадей.